# X Factor (België)
X Factor was de Vlaamse variant van het van oorsprong Engelse televisietalentenjachtprogramma X Factor. In Vlaanderen werd het eerste seizoen in het najaar van 2005 uitgezonden en gepresenteerd door Koen Wauters. In het najaar van 2008 volgde er een tweede Vlaams seizoen, gepresenteerd door Hadise. Er werd voor de start van het tweede seizoen al bekendgemaakt dat er geen derde seizoen meer kwam, omdat VTM er geen toekomst meer in zag. De runner-up in de 2de editie, Tom Dice, deed later mee aan het Eurovisiesongfestival in 2010.

## Seizoen 1
| Deelnemer                               | Categorie | Geboortedatum     | Woonplaats | Beroep | Afgevallen   | Verloren van          |
| --------------------------------------- | --------- | ----------------- | ---------- | ------ | ------------ | --------------------- |
| Udo Mechels                             | 25+       | 10 mei 1976       | Nossegem   |        | -            | Winnaar               |
| The Cappaert Sisters: Sarah Cappa       | groep     | 24 juli 1987      | Zedelgem   |        | finale       | Udo Mechels           |
| The Cappaert Sisters: Annelies Cappaert | groep     | 10 september 1979 | Zedelgem   |        | finale       | Udo Mechels           |
| Ivann (Ivan Vermeer)                    | 16-24     | 16 juni 1981      | Wilrijk    |        | halve finale | The Cappaert Sisters  |
| Paco Garcia                             | 16-24     | 23 maart 1982     | Heusden    |        | 9e liveshow  |                       |
| Patrick & Carina                        | groep     |                   | Tongeren   |        | 8e liveshow  | The Cappaert Sisters  |
| Helena Fontyn                           | 25+       | 23 september 1974 | Hemiksem   |        | 7e liveshow  | Patrick & Carina      |
| Alexander Chiafele                      | 16-24     | 8 april 1982      | Turnhout   |        | 6e liveshow  | Patrick & Carina      |
| Robin Daneels                           | 25+       | 29 november 1978  | Brugge     |        | 5e liveshow  | Ivan/Patrick & Carina |
| Davy Lakomy                             | 16-24     | 13 december 1987  | As         |        | 4e liveshow  | Helena                |
| Three Cats                              | groep     |                   |            |        | 3e liveshow  | Patrick & Carina      |
| Véronique Flamand                       | 25+       | 25 december 1972  | Herentals  |        | 2e liveshow  | Alexander             |
| Rm'Ny                                   | groep     |                   |            |        | 1e liveshow  | Helena                |

## Seizoen 2
| Deelnemer                   | Categorie | Leeftijd | Woonplaats            | Beroep                                 | Afgevallen   | Verloren van                |
| --------------------------- | --------- | -------- | --------------------- | -------------------------------------- | ------------ | --------------------------- |
| Dirk De Smet                | 25+       | 39       | Brecht                | Leerkracht Lichamelijke Opvoeding      | Winnaar      | -                           |
| Tom Eeckhout                | 16-24     | 19       | Eeklo                 | Student                                | Runner-up    | Dirk                        |
| Lester en Abdou             | groep     | 22       | Borgerhout, Antwerpen | Student                                | halve finale | rechtstreeks uitgeschakeld  |
| Mathieu en Guillaume Engels | groep     | 21 en 23 | Antwerpen             | Student                                | 9e liveshow  | Tom Eeckhout                |
| Karim Lequenne              | 16-24     | 17       | Berchem               | Student                                | 8e liveshow  | Lester en Abdou             |
| Elien Roosen                | 25+       | 25       | Overijse              | Gon-begeleidster                       | 7e liveshow  | Mathieu en Guillaume Engels |
| Lady-Like                   | groep     | 17-23    | Eeklo                 | Student                                | 6e liveshow  | Elien Roosen                |
| Jurgen De Jaegher           | 25+       | 39       | Winksele-Herent       | Projectmanager Audiovisuele Technieken | 5e liveshow  | Elien Roosen                |
| Stefanie Schaekers          | 16-24     | 16       | Berchem               | Student                                | 4e liveshow  | Lester en Abdou             |
| Rodwan Balkaïd              | 16-24     | 24       | Bilzen                | Kelner                                 | 3e liveshow  | Karim Lequenne              |
| Miss Behave                 | groep     | 16-28    | Eeklo                 | Student                                | 2e liveshow  | Stefanie Schaekers          |
| Andy De Koker               | 25+       | 31       | Westerlo              | Zanger                                 | 1e liveshow  | Lester en Abdou             |